# Lycium nodosum
Lycium nodosum ist eine Pflanzenart aus der Gattung der Bocksdorne (Lycium) in der Familie der Nachtschattengewächse (Solanaceae).

## Beschreibung
Lycium nodosum ist ein aufrecht wachsender Strauch, der Wuchshöhen von 0,5 bis 2 m erreicht. Seine Laubblätter sind häutig, unbehaart, 6 bis 30 mm lang und 2 bis 13 mm breit.
Die Blüten sind zwittrig und vierzählig. Der Kelch ist becherförmig und unbehaart. Die Kelchröhre ist 0,9 bis 1,5 mm lang und mit 0,3 bis 0,6 mm langen Kelchzipfeln besetzt. Die Krone ist schmal trichterförmig und weiß gefärbt, gelegentlich sind die Adern purpurn. Die Kronröhre ist 4,5 bis 6 mm lang, die Kronlappen 2 bis 2,5 mm. Die Staubfäden sind an der Basis behaart.
Die Frucht ist eine rote oder tief purpurne, eiförmige Beere. Sie ist etwa 5 mm lang und 4 mm breit und enthält eine Vielzahl an Samen.
Die Chromosomenzahl beträgt 2n = 24.

## Vorkommen
Die Art ist in Südamerika verbreitet und kommt dort in Paraguay und Argentinien in den Provinzen Córdoba, Chaco, Entre Ríos, Formosa, Jujuy und Tucumán vor.

## Systematik
Molekularbiologische Untersuchungen platzieren die Art zusammen mit Lycium californicum und Lycium vimineum in einer deutlich unterstützten Klade, Lycium californicum bildet eine Schwesterklade zu den beiden anderen Arten.

## Nachweise

### Hauptbelege
- J.S. Miller und R.A. Levin: Lycium nodosum. In: Project Lycieae